# Ein Verbannter

Lew Tolstoi 1873 porträtiert von
Iwan Kramskoi

Ein Verbannter, auch Gott sieht die Wahrheit, sagt sie aber nicht sogleich und Gottes Mühlen mahlen langsam (russisch Бог правду видит, да не скоро скажет, Bog prawdu widit, da ne skoro skaschet), ist eine Kurzgeschichte von Lew Tolstoi, die zuerst 1872 in der monatlich erscheinenden Moskauer Zeitschrift Besseda erschien. Im selben Jahr wurde der Text in Tolstois 3. Band des Lesebuches für Schulkinder Alphabet in Sankt Petersburg abgedruckt. Der Autor hielt die kleine Geschichte für eine seiner besten. Wassili Surikow hat zu der Erzählung Illustrationen geschaffen. Der Text gehört zu den Tolstoischen Geschichten, die Mahatma Gandhi 1905 für seine Zeitung Indian Opinion ins Gujarati übersetzte. 1916 verfilmte Nikolai Larin den Stoff unter dem von Tolstoi gewählten Titel.

## Inhalt
Iwan Dmitrijewitsch Aksenow, ein begüterter, unternehmungslustiger junger Kaufmann aus Wladimir, bricht zum Besuch des Nischni Nowgoroder Jahrmarkts auf, obwohl die Vorzeichen ungünstig stehen. Iwans Frau sah ihren Gatten im Traum mit ergrautem Kopfhaar. Der Traum erfüllt sich: Als Aksenow auf der Hinreise mit einem ihm bekannten Rjasaner Kaufmann in der Herberge dasselbe Zimmer bezieht, wird der Bekannte erstochen und beraubt. Vor der Bluttat war Aksenow mitten in der Nacht weitergereist, von der Strafverfolgungsbehörde unterwegs gestellt und das Tatwerkzeug, ein blutbesudeltes Messer, in seinem Reisesack gefunden worden.
Die Bittschrift von Aksenows Frau an den Zaren hat keinen Erfolg. Aksenow begreift den leisen Zweifel seiner Frau an seiner Unschuld nicht und muss in Sibirien sechsundzwanzig Jahre Katorga verbüßen. Zuvor bekommt er Knutenhiebe.
Als im sechsundzwanzigsten Haftjahr der Sträfling Makar Semjonowitsch aus Wladimir eingeliefert wird und von den Mithäftlingen nach seinem Hintergrund gefragt wird, kann Aksenow aus den Antworten zu seinem Entsetzen nicht ausschließen, dass der Neuling der Mörder des Rjasaner Kaufmanns ist. Vor lauter Schmerz weiß sich Aksenow in den nächsten zwei Wochen kaum zu fassen. Da hat Makar auch schon einen Tunnel aus dem Kerker gegraben und will Aksenow auf die Flucht mitnehmen. Makar will Aksenow umbringen, falls er ihn verraten sollte. Aksenow lehnt das Angebot zur Flucht ab, weil er den Kontakt zu seiner Familie verloren hat. Als die Grabung entdeckt wird, schweigt der dazu befragte Aksenow.
Makar gibt im Gespräch mit Aksenow den Mord an dem Rjasaner Kaufmann zu und bittet um Verzeihung. Zwar kann Aksenow nicht vergeben, doch er meint, Gott werde Makar verzeihen. Aksenow denkt nur noch an seinen Tod.
Makar gesteht seinen Mord. Als der schriftliche Freispruch Aksenows endlich in der Katorga eintrifft, ist der Unschuldige bereits gestorben.

## Rezeption
- Gary R. Jahn (University of Minnesota) hat den Text anno 1975 analysiert.[7]
- Hugh McLean stößt sich 2008 in seinem Buch In Quest of Tolstoy daran, dass Aksenows Frau in den Vierteljahrhundert Haft ihres Mannes keinen Besuchsversuch unternimmt und dass Aksenow zu der Tunnelgrabung befragt wird, obwohl der Gefängnisdirektor doch wisse, wer gegraben hatte.[8]

## Deutschsprachige Ausgaben
- Ein Verbannter. S. 3–14 in Leo N. Tolstoi: Ein Verbannter. Erzählungen. Aus dem Russischen übertragen von Wilhelm Goldschmidt. Reclam, Leipzig 1960 (RUB 8110, verwendete Ausgabe)
- Gottes Mühlen mahlen langsam. Deutsch von Arthur Luther. S. 266–276 in: Gisela Drohla (Hrsg.): Leo N. Tolstoj. Sämtliche Erzählungen. Vierter Band. Insel, Frankfurt am Main 1961 (2. Aufl. der Ausgabe in acht Bänden 1982)